# Hernán Buenahora
Buenahora  Gutiérrez est un nom espagnol. Le premier nom de famille, en général paternel, est Buenahora ; le second, en général maternel, souvent omis, est Gutiérrez.
Hernán Buenahora Gutiérrez, né le 18 mars 1967 à Barichara (département de Santander), est un coureur cycliste colombien.
Il fait partie d'un quatuor de quadragénaires (avec Israel Ochoa, Libardo Niño et José Castelblanco) qui a dominé le cyclisme national colombien et les jeunes générations à la fin des années 2000. Seul Santiago Botero (de 5 ans son cadet) leur a disputé ce leadership. 
Cette longue carrière s'accompagne d'éloges mais aussi de suspicions. Il ne fut pas autorisé à reprendre le cours de la Vuelta a Colombia 2006, en raison d'un hématocrite non conforme. Ses trois compères ont eux aussi eu maille à partir avec des contrôles sanguins hors-normes. Buenahora se défendit de toute manipulation sanguine.
Il termine encore second du Tour de Colombie 2008 à 41 ans. Ce résultat est néanmoins annulé pour contrôle antidopage positif. La suspension se termine en mai 2010 et il participe de nouveau au Tour de Colombie en 2010 comme en 2011 où il termine seizième.

## Équipes
- Professionnelles[7] :
  - 1990 :  Café de Colombia
  - 1991 :  Kelme - Ibexpress - CAM
  - 1992 :  Kelme
  - 1993 :  Kelme - Xacobeo '93
  - 1994 :  Kelme - Avianca
  - 1995 :  Kelme - Sureña - Avianca
  - 1996 :  Kelme - Artiach
  - 1997 :  Kelme - Costa Blanca
  - 1998 :  Vitalicio Seguros - Grupo Generali
  - 1999 :  Vitalicio Seguros - Grupo Generali
  - 2000 :  Aguardiente Néctar - Selle Italia
  - 2001 :  Selle Italia - Pacific
  - 2002 :  Maglierie Cage - Olmo
  - 2003 :  05 Orbitel puis  Labarca 2 - Café Baqué
  - 2004 :  Café Baqué
- Amateurs :
  - 2005 :  Alcaldía de Cabimas (Tour de Colombie[8])
  - 2006 :  Gobernación del Zulia - Alcaldía de Cabimas (Tour de Colombie[9])
  - 2007 :  Lotería de Boyacá (Tour de Colombie[10])
  - 2008 :  Lotería de Boyacá (Tour de Colombie[11])
  - 2010 :  Formesan - Panachi - InderSantander (Tour de Colombie[12])
  - 2011 :  GW Shimano - Chec - Edeq - Envía

## Palmarès
| - 1989 - 12e étape du Tour du Mexique - 2e de la Ronde de l'Isard - 1990 - 5e étape du Tour du Táchira - 7e étape du Tour de Colombie - 1994 - 11e étape du Tour de Colombie - 1995 - Prix de la combativité du Tour de France - 10e du Tour de France - 1996 - 11e étape du Tour de Colombie - 1997 - 3e étape du Tour de Colombie - 1998 - Tour de Catalogne : - Classement général - 6e et 7e étapes - 1999 - 8e étape de la Clásico RCN - 2000 - 6e du Tour d'Italie - 2001 - Tour de Colombie : - Classement général - 6e, 7e, 9e et 15e (contre-la-montre) étapes - 2002 - Trofeo Poggiridente-Sondrio | - 2003 - Vuelta a los Santanderes : - Classement général - 1re étape - 3e du Tour des Asturies - 2004 - Clásico RCN : - Classement général - Prologue et 7e étape (contre-la-montre) - 2005 - Clásico Ciclístico Banfoandes - 13e étape du Tour de Colombie (contre-la-montre) - Clásico Virgen de la Consolación de Táriba - 3e du Tour du Trujillo - 2006 - 6e étape de la Tour du Táchira - 13e et 14e étapes du Tour de Colombie - Clásico Ciclístico Banfoandes - 3e du Tour du Táchira - 3e du Tour du Trujillo - 2007 - Tour du Táchira : - Classement général - 4e et 12e (contre-la-montre) étapes - 2e du Tour de Colombie - 2008 - 8e et 11e étapes du Tour de Colombie - 2011 - 1re étape de la Vuelta a Antioquia (contre-la-montre par équipes) |  |

## Résultats sur lesgrands tours

### Tour de France
6 participations.
- 1994 : 18e du classement général.
- 1995 : 10e du classement général,  Prix de la combativité.
- 1996 : abandon sur chute lors de la 1re étape (fracture-luxation d'un doigt[14]).
- 1997 : 22e du classement général.
- 1998 : abandon lors de la 10e étape.
- 1999 : 64e du classement général.

### Tour d'Italie
9 participations.
- 1993 : abandon lors de la 7e étape.
- 1994 : abandon lors de la 21e étape.
- 1995 : 18e du classement général.
- 1996 : 11e du classement général.
- 1997 : abandon lors de la 8e étape.
- 1998 : 27e du classement général.
- 1999 : 15e du classement général.
- 2000 : 6e du classement général.
- 2001 : 13e du classement général.

### Tour d'Espagne
5 participations.
- 1991 : abandon lors de la 10e étape.
- 1992 : 16e du classement général.
- 1993 : 13e du classement général.
- 1996 : abandon lors de la 12e étape.
- 2004 : 32e du classement général.

## Résultats sur les championnats

### Championnats du monde professionnels

#### Course en ligne
2 participations.
- 1993 : abandon.
- 1994 : abandon.

## Classements mondiaux
| Année            | 2005 | 2006 | 2007 | 2008 |
| ---------------- | ---- | ---- | ---- | ---- |
| UCI America Tour | 143e | 52e  | 2e   | 67e  |